# Kyfoscoliose
Kyfoscoliose is een combinatie van kyfose (een abnormale kromming van de wervelkolom naar achteren) en scoliose (een abnormale kromming van de wervelkolom naar de zijkant). Deze aandoening is meestal aangeboren.